# 悠遊卡數位證件
悠遊卡數位證件是悠遊卡的一種，政府單位或民間機構可向悠遊卡公司訂製結合員工識別證、門禁卡、校園學生證、會員卡、門票等的訂製悠遊卡。

## 識別證
悠遊卡結合政府或民間企業的員工證、門禁卡、考勤卡等，推動政府或企業電子化應用，包括政府或公司保全門禁、考勤系統整合。
- 政府單位   
  - 立法院
  - 環境部
  - 臺北市政府
  - 新北市政府
  - 桃園市政府
  - 桃園市市民卡
  - 新竹市政府
  - 新竹市市民卡
  - 臺中市政府
  - 臺中市市民卡
  - 臺北市政府捷運工程局
  - 臺北榮民總醫院
  - 臺灣集中保管結算所
  - 臺灣金融研訓院
- 民間單位   
  - 遠雄企業團
  - 臺北捷運公司
  - 悠遊卡公司
  - 中華民國土木技師工會全國聯合會
  - 公共電視文化事業基金會
  - TVBS
  - 渣打國際商業銀行
  - 裕隆通用汽車
  - 奧迪福斯汽車
  - 飛利浦
  - 凌群電腦
  - CDI Incorporated

## 教師證、學生證、校友證
學校也可將學生證、教師證和校友證與悠遊卡整合，成為「數位學生證」、「數位教師證」、「數位校友證」，可以用作校務資訊用途、簽到/簽退、借書證等。也可作為校園內宿舍、教室、實驗室等區域的門禁管理。另外，數位學生證具有學生到離校簡訊即時回報功能，部分學校合作社並具有小額現金消費的功能。目前在台北市及新竹市，市立國小、國中、高中的學生證已經改為數位學生證。而新北市、桃園市、新竹市、台中市、宜蘭縣也有多所學校使用數位學生證。
- 臺北市
  - 臺北市立大學、高中、國中、小學學生證
  - 臺北市部分公私立大學學生證 
    - 國立臺灣科技大學
    - 國立臺灣大學
    - 臺北市立大學
    - 國立政治大學
    - 國立陽明交通大學
    - 國立臺灣師範大學
    - 國立臺北科技大學
    - 國立臺北教育大學
    - 國立臺北藝術大學
    - 國立臺北商業大學
    - 國立臺北護理健康大學
    - 國立臺灣戲曲學院
    - 東吳大學
    - 實踐大學
    - 世新大學
    - 中國文化大學
    - 臺北城市科技大學
    - 德明財經科技大學

- 新北市
  - 新北市立部份高中、國中、小學學生證
    - 新北高中
    - 板橋高中
    - 海山高中
    - 光復高中
    - 清水高中
    - 新莊高中
    - 中和高中
    - 錦和高中
    - 永平高中
    - 三重高中
    - 安康高中
    - 南山高中（與原南山卡同時並存）
    - 竹林高中
    - 樹林高中
    - 新店高中
    - 丹鳳高中
    - 北大高中
    - 三民高中
    - 明德高中
    - 秀峰高中
    - 竹圍高中
    - 泰山高中
    - 林口高中
    - 新北高工
    - 三重商工
    - 淡水商工
    - 恆毅高中

  - 新北市部分公私立大學學生證   
    - 國立臺北大學
    - 國立臺灣藝術大學
    - 輔仁大學
    - 淡江大學
    - 致理科技大學
    - 華夏科技大學
    - 醒吾科技大學
    - 聖約翰科技大學
    - 宏國德霖科技大學
    - 台北海洋科技大學
    - 亞東科技大學

  - 新北市立學校數位教師證

- 基隆市
  - 國立基隆高中
  - 國立臺灣海洋大學
  - 經國管理暨健康學院
  - 二信高中

- 桃園市
  - 桃園市立高中、國中、小學學生證
    - 國立中央大學附屬中壢高級中學
    - 國立臺北科技大學附屬農工高級中等學校
    - 六和高中
    - 光啟高中

  - 桃園市部分公私立大學學生證
    - 國立中央大學
    - 國立體育大學
    - 中原大學
    - 長庚大學
    - 開南大學
    - 健行科技大學
    - 龍華科技大學
    - 中央警察大學

- 新竹市
  - 新竹市立高中、國中、小學學生證
  - 新竹市部分公私立大學學生證
    - 國立清華大學
    - 國立陽明交通大學
    - 中華大學
    - 元培科技大學

- 新竹縣
  - 中國科技大學
  - 新豐國中
  - 東興國中
  - 六家高中

- 臺中市
  - 臺中市立高中、國中、小學學生證
    - 沙鹿區北勢小學
    - 臺中一中
    - 台中女中
    - 臺中家商
    - 台中高工
    - 清水高中
    - 忠明高中
    - 龍津高中
    - 中港高中
    - 大里高中
    - 豐原高商
    - 神岡高工
    - 沙鹿高工
    - 大甲高中
    - 大甲高工
    - 僑泰高中
    - 嶺東高中
    - 葳格高中
    - 慈明高中
    - 明德高中
    - 東海大學附屬高中
    - 致用高中

  - 臺中市部分公私立大學學生證
    - 國立中興大學
    - 國立臺中教育大學
    - 國立臺中科技大學
    - 國立勤益科技大學
    - 中國醫藥大學
    - 逢甲大學
    - 東海大學
    - 中山醫學大學
    - 亞洲大學
    - 中臺科技大學
    - 嶺東科技大學
    - 弘光科技大學

- 彰化縣
  - 彰化縣立明倫國中
  - 國立彰化師範大學
  - 大葉大學
  - 建國科技大學
  - 中州科技大學

- 嘉義市
  - 嘉義市立高中、國中、小學學生證
  - 國立嘉義大學

- 嘉義縣
  - 嘉義縣立高中、國中學生證
  - 永慶高中
  - 協同高中
  - 國立中正大學
  - 南華大學

- 台南市
  - 國立臺南大學

- 屏東縣
  - 國立屏東科技大學

- 宜蘭縣
  - 宜蘭縣部分國中、小學學生證
    - 國立宜蘭大學

- 花蓮縣
  - 慈濟大學
  - 慈濟技術學院

- 臺東縣
  - 國立台東大學

- 金門縣
  - 國立金門大學

- 苗栗縣
  - 國立苑裡高中
  - 育達商業科技大學